# Canadá nos Jogos Olímpicos de Inverno de 1972
O Canadá mandou 47 competidores que disputaram sete modalidades nos Jogos Olímpicos de Inverno de 1972, em Sapporo, no Japão. A delegação conquistou 1 medalha no total, sendo uma de prata.

## Desempenho

### Bobsleigh
Masculino
| Atleta                                                    | Evento  | Final      | Final      | Final      | Final      | Final   | Final |
| Atleta                                                    | Evento  | 1ª corrida | 2ª corrida | 3ª corrida | 4ª corrida | Total   | Pos.  |
| --------------------------------------------------------- | ------- | ---------- | ---------- | ---------- | ---------- | ------- | ----- |
| Hans Gehrig David Richardson Peter Blakeley Andrew Faulds | Equipes | 1:12.61    | 1:12.43    | 1:10.76    | 1:12.26    | 4:48.06 | 13º   |